# Yves Cape
Yves Cape est un directeur de la photographie belge né le 1er novembre 1960. 
Il fait partie de l'AFC, l'Association française des directeurs de la photographie cinématographique.

## Biographie
Il a étudié la photographie à Bruxelles aux "Ateliers du 75" et a étudié l'image à l’INSAS dont il est diplômé en 1984. Il a notamment travaillé avec Bruno Dumont, Claire Denis, Patrice Chéreau, Cédric Kahn, Martin Provost, Bertrand Bonello et Guillaume Nicloux. 
Depuis 2014, il travaille en étroite collaboration avec Michel Franco en tant que directeur de la photographie. 

## Filmographie partielle
- 1992 : Les Sept Péchés capitaux de
- 1996 : Ma vie en rose d'Alain Berliner
- 1997 : C'est la tangente que je préfère de Charlotte Silvera
- 1999 : L'humanité de Bruno Dumont
- 2000 : Deuxième Quinzaine de juillet de Christophe Reichert
- 2001 : Origine contrôlée de Ahmed Bouchaala et Zakia Tahiri
- 2003 : Les Guerriers de la beauté de Pierre Coulibeuf
- 2006 : Flandres de Bruno Dumont
- 2007 : Vent mauvais de Stéphane Allagnon
- 2009 : Hadewijch de Bruno Dumont
- 2009 : Persécution de Patrice Chéreau
- 2009 : Bancs publics (Versailles Rive-Droite) de Bruno Podalydès
- 2010 : White Material de Claire Denis
- 2011 : Le Premier Homme de Gianni Amelio
- 2011 : Escalade de Charlotte Silvera
- 2011 : Hors Satan de Bruno Dumont
- 2013 : La Religieuse de Guillaume Nicloux
- 2013 : Violette de Martin Provost
- 2014 : La Voie de l’ennemi de Rachid Bouchareb
- 2014 : Vie sauvage de Cédric Kahn
- 2015 : Chronic de Michel Franco
- 2017 : Sage Femme de Martin Provost
- 2017 : Les Filles d'Avril (Las hijas de Abril) de Michel Franco
- 2018 : La Prière de Cédric Kahn
- 2019 : Zombi Child de Bertrand Bonello
- 2019 : Fête de famille de Cédric Kahn
- 2020 : Nouvel Ordre de Michel Franco
- 2021 : De son vivant d'Emmanuelle Bercot
- 2022 : Sundown de Michel Franco
- 2022 : Plus que jamais d'Emily Atef
- 2023 : La Petite de Guillaume Nicloux
- 2023 : Memory de Michel Franco
- 2024 : Sarah Bernhardt, La Divine de Guillaume Nicloux

## Distinctions

### Récompenses
- 2012 : Silver Hugo de la meilleure photographie (avec Caroline Champetier) pour Holy Motors au Festival international du film de Chicago
- 2024 : Prix AFC de la meilleure photographie pour un long métrage de fiction pour Sundown, de Michel Franco

### Nominations
- 2025 : Prix AFC de la meilleure photographie pour un long métrage de fiction pour Memory, de Michel Franco